# Dienststelle
Dienststelle ist im deutschen Sprachgebrauch eine funktionale Organisationseinheit einer öffentlich-rechtlichen Institution, die eine bestimmte organisatorische Selbständigkeit und ein bestimmtes Aufgabengebiet hat.

## Allgemeines
Während eine Behörde (synonym: Amt, schweizerisch Amtsstelle) jede Stelle ist, die Aufgaben der öffentlichen Verwaltung wahrnimmt (§ 1 Abs. 4 VwVfG), geht der Begriff der Dienststelle weiter. So umfasst er auch militärische Dienststellen und Gerichte oder kann sich auf einzelne Standorte einer Behörde beziehen.

## Verwaltungstechnische Definition

### Organisation
Dienststellen sind hierarchisch organisiert. Sie werden durch einen Dienststellenleiter (auch: Präsident, Amtsvorsteher, Geschäftsführer, Behördenleiter, Minister) geleitet. Dienststellen sind in verschiedene Organisationseinheiten gegliedert (Abteilungen, Referate, Dezernate, Sachgebiete, Fachbereiche, Gruppen).
Jede Dienststelle ist nach außen in eine strenge Verwaltungshierarchie eingebunden. Die Dienstaufsicht einer Dienststelle nach außen übt immer die vorgesetzte Dienststelle aus. Bestimmte übergeordnete Dienststellen üben zudem die Fach- und Rechtsaufsicht über eine Dienststelle aus. Die Gebäude, in denen sich Dienststellen befinden, werden Dienstgebäude genannt.

### Merkmale
Merkmale einer Dienststelle:
- Sie hat eine definierte sachliche und/oder räumliche Zuständigkeit.[1] Die sachliche Zuständigkeit drückt aus, welche Behörde für die Bearbeitung eines staatlichen Aufgabengebiets verantwortlich ist, die räumliche Zuständigkeit grenzt das Tätigkeitsgebiet gleichartiger Behörden voneinander ab.
- Sie hat eine gewisse organisatorische Selbständigkeit[2] und Festigkeit;
- sie weist nach außen einen abgegrenzten Aufgabenbereich auf;
- sie ist ermächtigt, Aufgaben der öffentlichen Verwaltung wahrzunehmen (Erlass von Verwaltungsakten)[3] und
- ist in Fragen der Personalvertretung erste Organisationsebene.[4]

### Bundespersonalvertretungsrecht
Dienststellen sind im Personalvertretungsrecht legaldefiniert. Zu den Dienststellen im Sinne des deutschen Bundespersonalvertretungsgesetzes (BPersVG) gehören etwa „alle Behörden, Verwaltungsstellen, öffentlichen Betriebe“ von „Verwaltungen des Bundes und der bundesunmittelbaren Körperschaften, Anstalten und Stiftungen des öffentlichen Rechts“ und Gerichte des Bundes (§ 4  Abs. 1 i. V. m. § 1  BPersVG). Der Bereich ist jedoch im Zweifel genauer zu definieren, da innerhalb der Organisation zum Teil andere oder abweichende Orte als Dienststellen gelten.

## Militärische Dienststelle
In der Bundeswehr ist eine militärische Dienststelle ein durch Organisationsbefehl oder -weisung aufgestelltes selbständiges organisatorisches Element im Geschäftsbereich des Bundesministeriums der Verteidigung (BMVg), das einen zugewiesenen Aufgabenbereich im Rahmen erteilter Befugnisse eigenverantwortlich wahrnimmt. Die Gesamtheit der einer Dienststelle übertragenen Aufgaben, Befugnisse und Pflichten wird als Zuständigkeit bezeichnet.
Dieses sind in den militärischen Organisationsbereichen (Streitkräfte) grundsätzlich Truppenteile ab Einheitsebene (z. B. Kompanie, Batterie, Staffel, Inspektion, Sektor, Boot), deren Einheitsführer Disziplinarvorgesetzte sind. Die Leiter militärischer Dienststellen in den Streitkräften nennen sich beispielsweise Kompanie- oder Batteriechef, Bataillons-, Regiments-, Brigade- oder Divisionskommandeur, Kommandant, Kommandierender General, Inspekteur oder Amtschef.
Militärische Dienststellen in den zivilen Organisationsbereichen des Geschäftsbereichs des BMVg sind beispielsweise das Bundesamt für den Militärischen Abschirmdienst, die Evangelischen Militärpfarrämter, die Wehrtechnischen Dienststellen oder die Bundeswehr-Dienstleistungszentren.

## Definition im Arbeitsrecht
An einer genau bezeichneten Dienststelle hat der Dienstnehmer entsprechend seinem Dienstvertrag seinen Dienst entweder anzutreten und zu beenden und/oder auch am in der Dienststelle befindlichen Arbeitsplatz auszuüben. Die Zuweisung einer bestimmten Dienststelle durch den Dienstgeber kann daher je nach Dienstvertrag einen Einfluss auf Arbeitsentgelt, Reisekostenersatz und Spesen, aber auch eventuell auf die davon abhängige private Wohnsitzwahl haben.